# Mohamed Shebib
Mohamed Mamdouh Shebib (nascido em 1 de abril de 1989) é um handebolista egípcio que integrou a seleção egípcia nos Jogos Olímpicos de Verão de 2016 no Rio de Janeiro, onde a equipe ficou em nono lugar. Atua como pivô e joga pelo clube Zamalek.